# Chill-out
Chill-out is een muziekstijl die geënt is op rustige en melodische muziek, met name dancemuziek.

## Geschiedenis
Het genre ontstond begin jaren tachtig van de vorige eeuw; artiesten als Yello en The Art of Noise maakten naast drukke ook rustige muziek. Deze viel niet echt te scharen onder hun normale muziekgenre, maar een echte genrenaam was er toen nog niet voor. Eind jaren tachtig begon het aantal van die nummers toe te nemen, artiesten als Orbital kwamen op en samen met het rustige clubgeluid uit Ibiza ontstond een heus genre. Het genre kreeg de naam chill-out met zich mee, het album Chill Out van The KLF bevestigde de genrenaam als vaste waarde. Het genre is duidelijk verwant aan ambient en acid jazz, er is een sterk muzikaal verband met triphop (ook wel downtempo genoemd) en veel artiesten en groepen wandelen met hun muziek vaak van het ene naar het andere genre.
In 2018 werd een variant genaamd "Lofi Hiphop" populair op YouTube.
Soms wordt het genre chill-out ook lounge genoemd, maar veel artiesten en liefhebbers van het genre vinden dat beledigend.

## Artiesten
Een paar bekende namen die chill-outmuziek maken of hebben gemaakt:
- A Man Called Adam
- Aes Dana
- Air
- Boards of Canada
- Fila Brazillia
- Kruder & Dorfmeister
- Larritoh
- Lemon Jelly
- Nightmares on Wax
- Orbital
- Ott
- Röyksopp
- Sabres of Paradise
- Shpongle
- Slackbaba
- Solar Fields
- The Future Sound of London
- The Irresistible Force
- The KLF
- The Orb
- Thievery Corporation
- Tosca
- Two Lone Swordsmen
- Zero 7